# Дейман, Грег
Грегори Джон (Грег) Дейман (англ. Gregory John Dayman, 21 февраля 1947, Веллингтон, Новая Зеландия) — новозеландский хоккеист (хоккей на траве), защитник. Олимпийский чемпион 1976 года.

## Биография
Грег Дейман родился 21 февраля 1947 года в новозеландском городе Веллингтон.
Играл в хоккей на траве за Окленд.
В 1969 году дебютировал в сборной Новой Зеландии.
В 1972 году вошёл в состав сборной Новой Зеландии по хоккею на траве на Олимпийских играх в Мюнхене, занявшей 9-е место. Играл на позиции защитника, провёл 8 матчей, забил 7 мячей (три в ворота сборной Польши, два — Кении, по одному — Великобритании и Индии).
В 1976 году вошёл в состав сборной Новой Зеландии по хоккею на траве на Олимпийских играх в Монреале и завоевал золотую медаль. Играл на позиции защитника, провёл 8 матчей, мячей не забивал.
В 1980 году был назначен капитаном сборной Новой Зеландии на хоккейный турнир летних Олимпийских игр в Москве, однако Новая Зеландия поддержала их политический бойкот.
Впоследствии тренировал команду Оклендского университета, играл в хоккей на более низком уровне.
Работал архитектором, создал собственную компанию Greg Dayman Architects.

## Увековечение
В 1990 году в составе сборной Новой Зеландии, выигравшей Олимпиаду, введён в Новозеландский спортивный Зал славы.